# Kalyn Keller
Kalyn Keller (Phoenix, 3 de abril de 1985) es una nadadora estadounidense retirada especializada en pruebas de larga distancia en aguas abiertas, donde consiguió ser subcampeona mundial en 2000 en los 5 km en aguas abiertas. Es hermana del exnadador Klete Keller.

## Carrera deportiva
- En el Campeonato Mundial de Natación en Aguas Abiertas de 2000 celebrado en Honolulú (Estados Unidos), ganó la medalla de plata en los 5 km en aguas abiertas, con un tiempo de 1:02:40 segundos, tras la alemana Peggy Büchse (oro con 1:02:36 segundos) y por delante de la italiana Viola Valli (bronce con 1:02:41 segundos).

- Siete años después, en el Campeonato Mundial de Natación de 2007 celebrado en Melbourne ganó la plata en los 25 kilómetros aguas abiertas, con un tiempo de 5:39:39 segundos, tras la alemana Britta Kamrau.